# Pornographer (saga)
Pornographer Mood Indigo
Pornographer (ポルノグラファー, Porunogurafa) est une saga japonaise déclinée en deux séries télévisées, deux court métrages et un film. Adaptée de la trilogie yaoi éponyme de Maki Marukido, elle aborde notamment la découverte de l'orientation sexuelle, la mythomanie, le syndrome de la page blanche, l'érotisme par l'art ou encore les difficultés de communication. Entièrement réalisée par Kōichirō Miki, la saga met en scène Terunosuke Takezai et Kenta Izuka dans les rôles principaux. Elle constitue l'un des boy's love les plus populaires et les plus célèbres du Japon,.

## Résumé
Étudiant à l'université, Haruhiko Kuzumi est un jeune homme fauché et lunaire. Un jour, perdu dans ses pensées, alors qu'il s'élance à vélo, il percute de plein fouet un piéton. Kuzumi, catastrophé, emmène le trentenaire à l'hôpital. Le verdict tombe : suite au choc, ce dernier a le bras cassé.
Or, l'étudiant n'a absolument pas les moyens de payer les frais médicaux de sa victime ! Pour rajouter encore au problème, l'homme est écrivain. Le bras plâtré, le voilà incapable de rédiger quoi que ce soit.
Kuzumi lui propose alors de travailler gratuitement à son service jusqu'à ce que son prochain manuscrit soit achevé, épongeant du même coup sa dette : le romancier lui dictera son histoire et il devra soigneusement en retranscrire chaque mot.
Mais l'auteur, qui répond au nom de Rio Kijima, se révèle être pornographe... Les séances d'écriture ne vont pas tarder à enflammer l'imagination de Kuzumi, jusqu'à lui faire prendre conscience de son inclinaison pour Kijima.
Hélas, Rio s'avère très éloigné de l'image fantasmée par son secrétaire. Face à ses mensonges, ses secrets et ses traumatismes, la gentillesse, le dévouement et la passion que Kuzumi lui voue l'emporteront-ils ?
S'ensuivent plusieurs années de relations complexes, où le pornographe et son admirateur apprendront lentement à trouver leur équilibre.

## Distribution principale de la saga[4]
- Terunosuke Takezai : Rio Kijima
- Kenta Izuka : Haruhiko Kuzumi
- Munehiro Yoshida : Shiro Kido
- Yusuke Ueda : Yusuke Yokota
- Goro Oishi : Ikuo Kamoda (Mood Indigo)
- Wakana Matsumoto : Haruko Akemi (Playback)
- So Okuno : Shizuo Akemi (Playback)
- Ryoko Kobayashi : Natsuki Kijima (Playback)
- Tomoya Maeno : Yoji Kijima (Playback)

## Liste des œuvres

### Mangas (trilogie originale, 2015 - 2019)
L'œuvre dont est inspirée la saga, la trilogie Pornographer, est écrite et illustrée par la mangaka Maki Marukido. Elle est d'abord pré-publiée dans le magazine bimestriel On BLUE, dès 2015. Les chapitres sont édités en trois volumes par Shōdensha, entre 2016 et 2019.

La trilogie paraît en France aux Editions Hana,.
| no | Japonais                          | Japonais        | Japonais          | Français                | Français        | Français          |
| no | Titre                             | Date de sortie  | ISBN              | Titre                   | Date de sortie  | ISBN              |
| -- | --------------------------------- | --------------- | ----------------- | ----------------------- | --------------- | ----------------- |
| 1  | ポルノグラファー                  | 25 mai 2016     | 978-4-39-678382-2 | Pornographer            | 10 juillet 2017 | 978-2-36877-552-3 |
| 2  | インディゴの気分                  | 25 août 2017    | 978-4-39-678422-5 | Mood Indigo             | 24 août 2022    | 978-2-38276-085-7 |
| 3  | 續・ポルノグラファー プレイバック | 25 octobre 2019 | 978-4-39-678493-5 | Pornographer - Playback | 17 octobre 2022 | 978-2-38276-316-2 |

### Pornographer(2018)
« Je ne dis que des mensonges... Mais je respecte mes promesses. »

— Maki Marukido, Pornographer
Pornographer (ポルノグラファー, Porunogurafa) est une série en 6 épisodes de 23 mn, basée sur le manga éponyme de Maki Marukido.
Suivant fidèlement la trame de la mangaka, elle conte la rencontre de Rio et Haruhiko ; le pacte passé entre eux ; la naissance de leur amour et, enfin, la révélation entourant la carrière de l'auteur.

### Mood Indigo(2019)
« Le terme Mood Indigo définit un sentiment de déprime plus profond que le blues, comme une envie de mourir. Apparemment, à la base, ça viendrait d'un morceau de jazz... »

— Maki Marukido, Mood Indigo
Mood Indigo (インディゴの気分, Indigo no Kibun) est une série en 6 épisodes de 24 mn, basée sur le manga éponyme de Maki Marukido. Il s'agit d'une préquelle de Pornographer, centrée sur les débuts d'auteur de Rio.
La série explore également sa relation avec son mentor et, surtout, les rapports troubles entretenus avec son collègue, Kido. La préquelle s'achève symboliquement dans le présent, où Rio rejoint Haruhiko.

### Pornographer: Spring Life(2021)
D'une durée de 13 mn, Spring Life (春的生活) montre les retrouvailles de Rio et Haruhiko, deux ans et demi après leur rencontre. Alors que des mois de relations épistolaires se sont écoulés, l'écrivain et le jeune publicitaire franchissent un nouveau cap dans leur couple. 

### Pornographer: Playback(2021)
« Le bonheur, ça ne ressemblerait pas plutôt au croissant de lune ? Un côté plein et un côté vide. »

— Maki Marukido, Pornographer : Playback
Pornographer: Playback (劇場版ポルノグラファー　プレイバック, Gekijoban Pornographer: Playback) est l'unique long métrage de la saga, basé sur le manga éponyme de Maki Marukido. D'une durée de 1h47, il bénéficie d'une sortie en salle assurée par le distributeur Shōchiku.
Rio et Haruhiko sont officiellement ensemble. Mais la distance, l'écart d'âge et les bouleversements professionnels mettent à mal leur union. Lentement, le doute s'instaure et l'auteur, peu habitué aux relations longues, retourne à ses travers. Lorsque Rio rencontre l'impétueuse Haruko Akemi et son rejeton adolescent Shizuo, mère et fils vont encore malmener cet équilibre fragile. Les bouleversements occasionnés par les Akemi vont finalement permettre à Rio de rétablir le dialogue, tant dans son couple que dans sa famille.

### Pornographer: Continued Spring Life(2021)
D'une durée de 14 mn, Continued Spring Life (続・春的生活) appose un point final à la saga en évoquant le quotidien de Rio et Haruhiko. Le court métrage souligne l'équilibre délicat que ces derniers sont parvenus à atteindre au sein de leur couple.

## Réception
Au Japon, Pornographer est considérée comme la première œuvre yaoi à être adaptée en série télévisée live. Historiquement, il s'agit également du premier drama inédit à avoir atteint le million de vues sur un service de streaming, conduisant à une augmentation significative du nombre d'abonnés sur Fuji On Demand. Considéré comme un « phénomène social », le drama est encensé pour son approche dramatique, la performance des acteurs et les scènes érotiques.
La demande entourant Pornographer, Mood Indigo et Playback a conduit à une sortie de l'œuvre au format physique, en coffret simple et collector. Les ventes recensées sur Amazon et Rakuten dépassent largement les attentes.